# Pogórze Gubałowskie

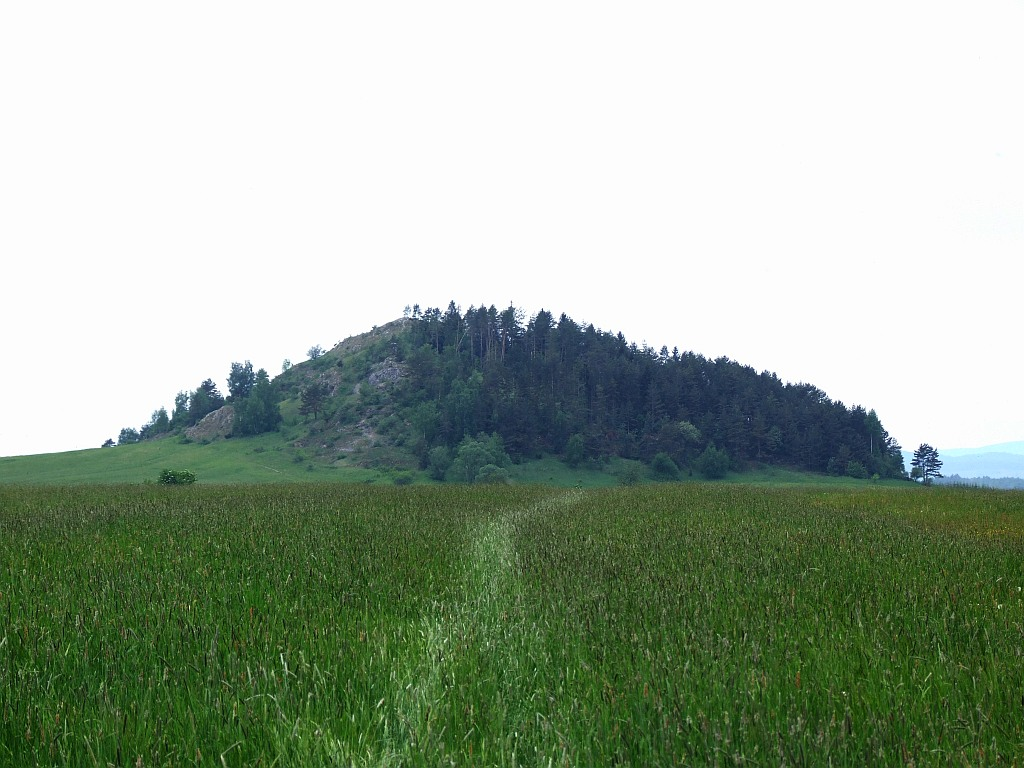
Cisowa Skała

Pogórze Gubałowskie – mikroregion, część Pogórza Spisko-Gubałowskiego pomiędzy rzekami Czarny Dunajec i Biały Dunajec. Jest to pasmo wzniesień, od południa opadające do Rowu Podtatrzańskiego, od północy do Kotliny Orawsko-Nowotarskiej. Do Rowu Podtatrzańskiego Pogórze Gubałowskie opada dość stromo, tworząc dość ciągły pas wzniesień o równoleżnikowym przebiegu, zwany też Pasmem Gubałowskim. W kierunku od zachodu na wschód wyróżnia się w nim:
- Płazowski Wierch
- Mietłówka 1110 m
- Palenica Kościeliska 1182 m
- Butorowy Wierch, zwany też Butorowskim Wierchem (1160 m)
- Gubałówka (1120 m)

Większe potoki spływające z Pasma Gubałowskiego na południe, do Rowu Podtatrzańskiego to: Wielki Głęboki Potok, Butorowski Potok i Szymoszków Potok. Na północ od Pasma Gubałowskiego odchodzą dwa rozczłonkowane grzbiety, pomiędzy którymi spływają potoki: Dzianiski Potok, Cichy Potok, Bystry Potok i Mały Rogoźnik. 
Ponadto na północnym zboczu Palenicy Kościeliskiej znajduje się niewielki Groników Staw.
Pogórze Gubałowskie zbudowane jest z nieco zdyslokowanego i zapadającego z południa na północ fliszu karpackiego. Północna jego granica z Kotliną Orawsko-Nowotarską przebiega wzdłuż linii tektonicznej usłanej wapiennymi skałkami. Większe z nich to Żdżar w Maruszynie (773 m), Cisowa Skała (668 m) i Obłazowa (670 m) pod Nową Białką, Ranisberg (także Ranysborg lub Raniszberg, 678 m) koło Szaflar. Wokół jednej z tych skałek (Skałka Rogoźnicka 708 m), na zachodnich granicach Pogórza Gubałowskiego utworzono rezerwat przyrody Skałka Rogoźnicka. 
Pogórze Gubałowskie jest dość gęsto zaludnione, przy czym miejscowości znajdują się nie tylko w dolinach rzecznych, ale również na wierzchowinie. To właśnie tutaj, na północnym stoku Gubałówki znajduje się najwyżej położona miejscowość w Polsce – Ząb w gminie Poronin (910-1013 m n.p.m.). Dla potrzeb rolniczych lasy zostały w dużym stopniu wycięte. Warunki do uprawiania ziemi są tutaj trudne, uprawiano głównie ziemniaki i owies, przede wszystkim jednak miejscowa ludność góralska żyła z pasterstwa. Obecnie miejscowości te coraz bardziej przekształcają się w turystyczno-rekreacyjne. Na południowych stokach Pasma Gubałowskiego zlokalizowano szereg obiektów infrastruktury turystycznej, m.in. nieczynny ośrodek narciarski Butorowy Wierch, ośrodek na Polanie Szymoszkowej, ośrodek narciarski na Gubałówce, ośrodek narciarsko-rekreacyjny Harenda i inne, mniejsze elementy infrastruktury sportowo-turystycznej.